# Nitocrella omega
Nitocrella omega är en kräftdjursart som beskrevs av Hertzog 1936. Nitocrella omega ingår i släktet Nitocrella och familjen Ameiridae. Inga underarter finns listade i Catalogue of Life.